# Virgen del Rayo
Nuestra Señora del Rosario del Rayo o popularmente conocida como Virgen del Rayo o Nuestra Señora del Rayo es una advocación mariana originaria de Guadalajara, Jalisco y que se ha extendido a otras regiones de México.

## Historia
De acuerdo a la tradición, un rayo cayó sobre una imagen de la Virgen del Rosario en el convento dominico femenil de Jesús María de Guadalajara la madrugada del 13 de agosto de 1807. Las hermanas dominicas descubrieron la imagen destrozada en la portería del convento, donde se había ubicado temporalmente. La imagen de la virgen quedó quemada pero el niño Dios que cargaba no sufrió ningún daño y las monjas tampoco sufrieron daño. Agradecidas por este hecho, las monjas celebraron la imagen con alabanzas y misas y devolviendo la imagen a su lugar adentro de la iglesia.
El 18 de agosto, una religiosa se encontraba en grave estado de salud, por lo que se trasladó la imagen quemada a su dormitorio mientras se perfilaba una nueva tormenta anunciada por las nubes. De pronto, de acuerdo al testimonio de las monjas, la imagen comenzó a iluminarse y al entonar todas las religiosas la oración del Magníficat, un relámpago iluminó la estancia por varios minutos y un color rosado apareció en el rostro de la virgen restaurándose milagrosamente siendo también testigos del hecho el canónigo de la iglesia y el canónigo José María Gómez obispo electo de Michoacán quien murió sin ser consagrado. Todos ellos dejaron testimonio de este hecho milagroso, pero lamentablemente, estos documentos se perdieron durante la Guerra de Reforma.
Según la tradición popular se le pide a ella para encontrar empleo.

## Devoción

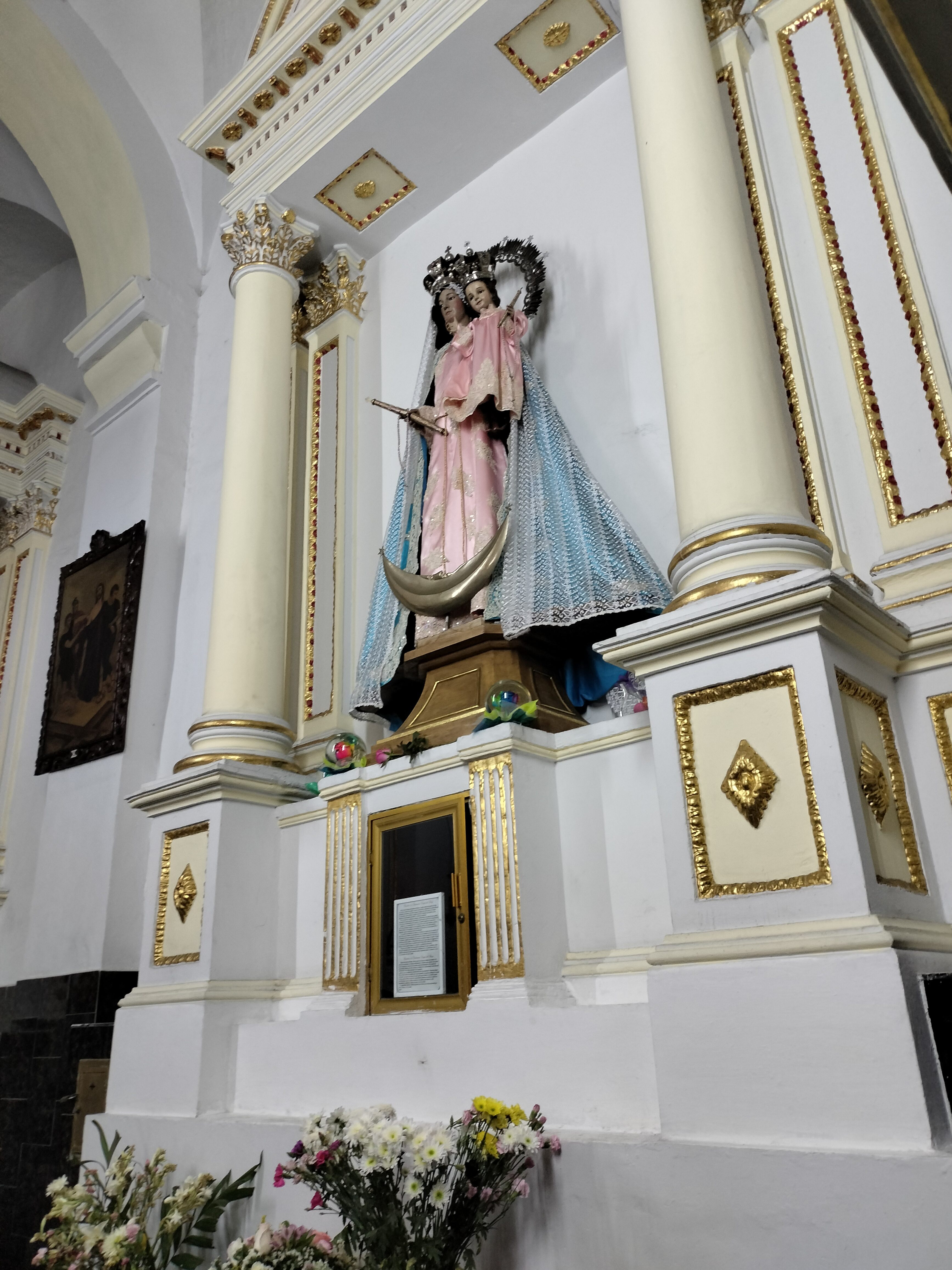
Imagen venerada en Orizaba Veracruz México

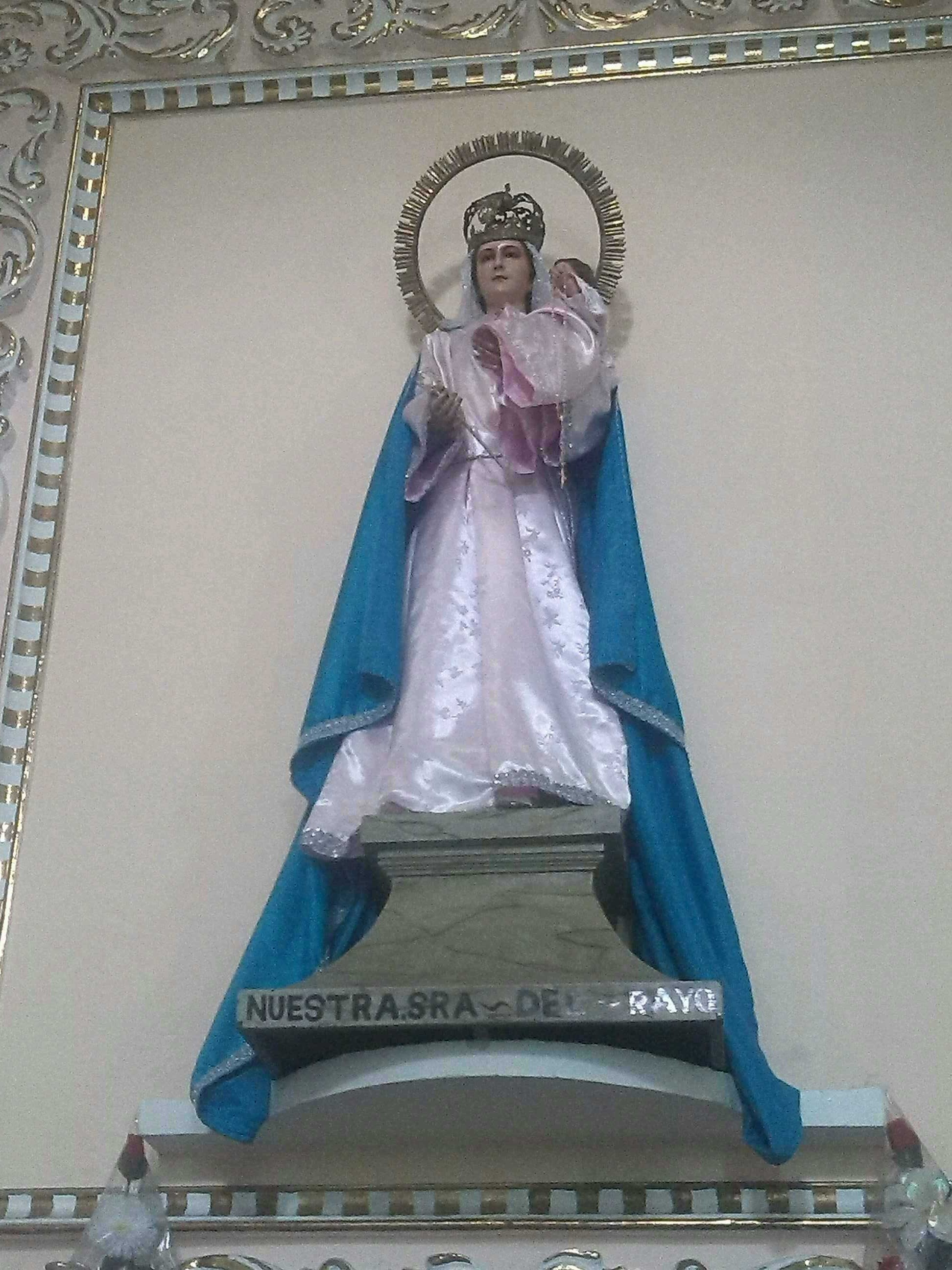
Imagen de Nuestra Señora del Rayo en el Santuario de Nuestra Señora de la Merced en Puebla

Aparte del Templo de Jesús María en Guadalajara, la imagen de la Virgen del Rayo se venera en algunas otras ciudades del país:
- En Santiago de Querétaro existe una parroquia dedicada a la virgen.
- En Parroquia de Santa María de Guadalupe Capuchinas está una imagen donada de la Virgen del Rosario o Virgen del Rayo, la parroquia pertenece a los recintos sagrados que están dentro de la villa, el la Basílica de Santa María De Guadalupe en la CDMX.
- En Puebla de Zaragoza se veneró a partir de 1932 en la Iglesia de San Cristóbal del centro de la ciudad hasta que en 1949 se le trasladó a su parroquia actual al norte de la ciudad en la colonia santa Maria.[4][5][6]
- En el municipio de Cuyoaco, en la sierra norte del estado de Puebla, también se celebra su festividad y es patrona del pueblo.[7]
- En Orizaba se le venera en los templos de San José de Gracia y San Juan Bautista de los Cerritos. La imagen original fue un cuadro en blanco y negro traído de Guadalajara por la señora Conrada Nava Aguilar al templo de San José alrededor de 1950 y posteriormente su hija Ángela Hernández Nava propagó la devoción en la iglesia de San Juan Bautista al norte de la ciudad cada año se realiza una procesión en su honor siendo una de las fiestas más concurridas de la ciudad.[8]
- En Parral también se le considera a la virgen como patrona de la ciudad, aunque con una historia diferente y más antigua relacionada con las lluvias, recibe la misma denominación.[9][10]
- En Victoria de Durango se le venera en la parroquia de Nuestra Señora del Perpetuo Socorro en la colonia obrera.[11]
- En Ciudad Lerdo se le venera en la parroquia del Sagrado Corazón de Jesús y en la capilla de San José.[12]
- En Buenavista de Cuéllar se le venera en la Parroquia de San Antonio de Padua.
- En Saltillo se le venera en el templo dedicado a ella en la Colonia Europa.[13]
- En Tlacotepec de Benito Juárez se le venera en la parroquia de la Santa Cruz, es venerada por los peregrinos que visitan al Señor del Calvario cuando es bajado al templo parroquial durante la feria de Julio.
- En Ciudad Lerdo existe un ejido llamado "El Rayo", donde se venera a la Virgen del Rayo, y es perteneciente a la Parroquia de Nuestra Señora del Refugio.
- En Oaxaca de Juárez existe un templo que se le llama de la Defensa y en una de sus capillas se localiza a la Virgen del Rayo.
- En Morelia se le venera en la parroquia de San José.
- En Ciudad de México se le venera en la parroquia de Santa Catarina.
- En Zacatecas se le venera en un pueblo llamado El rayo.
- En Naucalpan de Juárez se le venera en la parroquia de Nuestra Señora de la Anunciación, en Echegaray, siendo párroco el P. Valencia, quien recibió la imagen donada por la Fam. Obeso y fue colocada al centro del ala oeste del templo.
- En Guanajuato se le venera en el Templo de la Santa Casa de Loreto, ubicado en el centro de la Ciudad, cada año durante su fiesta se realiza un triduo de rosarios y misas en su honor.

En San Luis Potosí se le venera en el templo de San Miguelito ubicado en el barrio homónimo ubicado del lado derecho del altar en un retablo de cantera flanqueada por los santos Antonio de Padua y Pedro apóstol.